# إيفان غاليغو
إيفان غاليغو (بالإسبانية: Iván Gallego)‏ هو لاعب كرة الماء إسباني، ولد في 13 فبراير 1984.

## وصلات خارجية
- إيفان غاليغو على موقع الاتحاد الدولي للسباحة (الإنجليزية)
- إيفان غاليغو على موقع اللجنة الأولمبية الدولية (الإنجليزية)
- إيفان غاليغو على موقع أوليمبيديا (الإنجليزية)